# قبة حمم بركانية

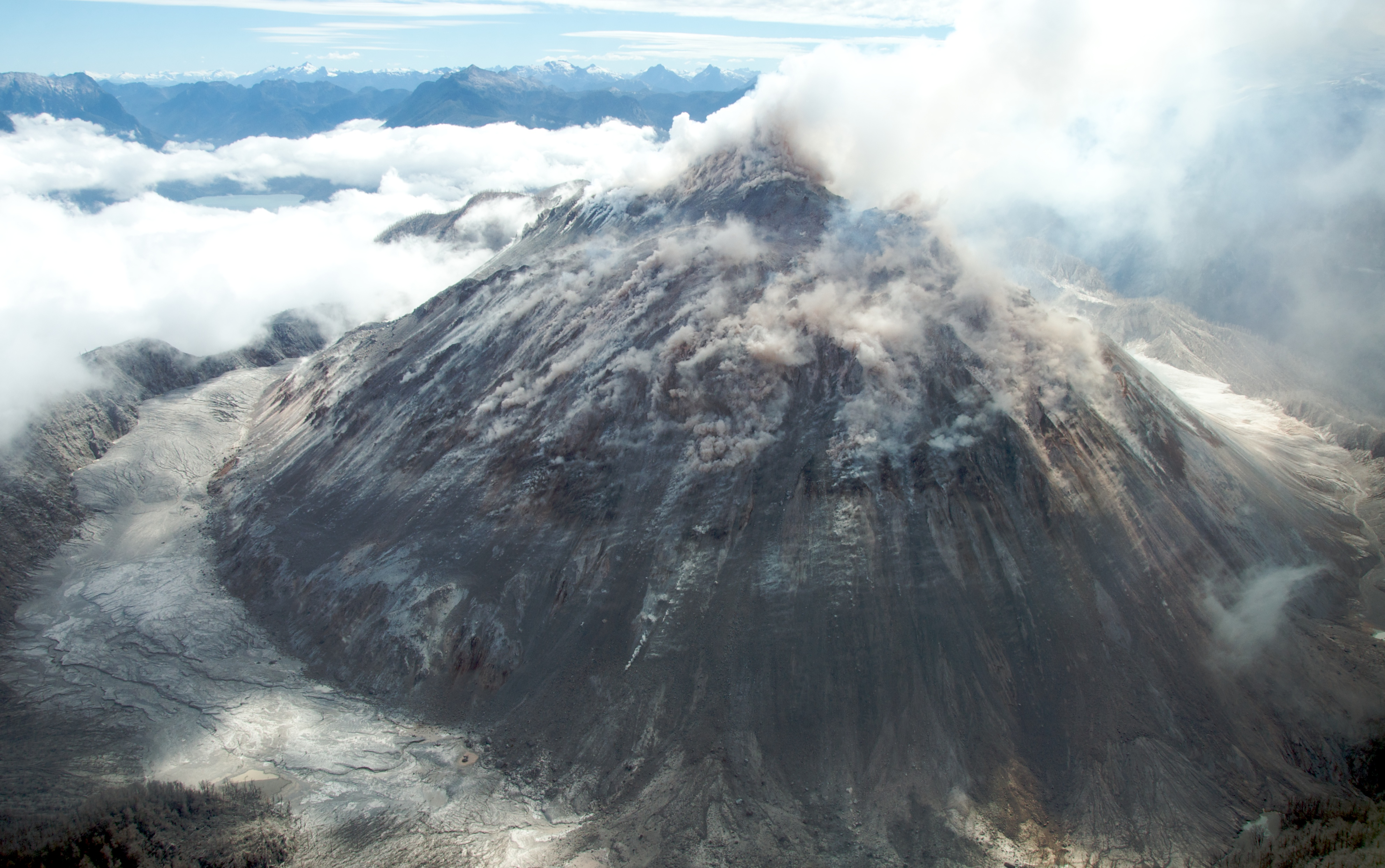
صورة لقبة حمم بركان شايتن الصخرية البركانية أثناء اندلاعها عام 2008–2009.

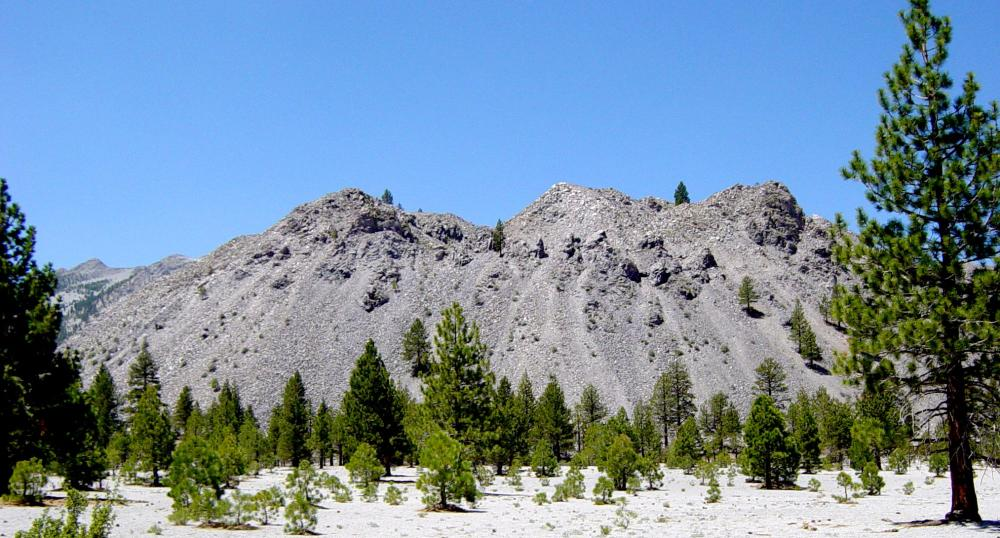
إحدى فوهات مونو البركانية، كمثال على القبة الصخرية البركانية (الريولايت).

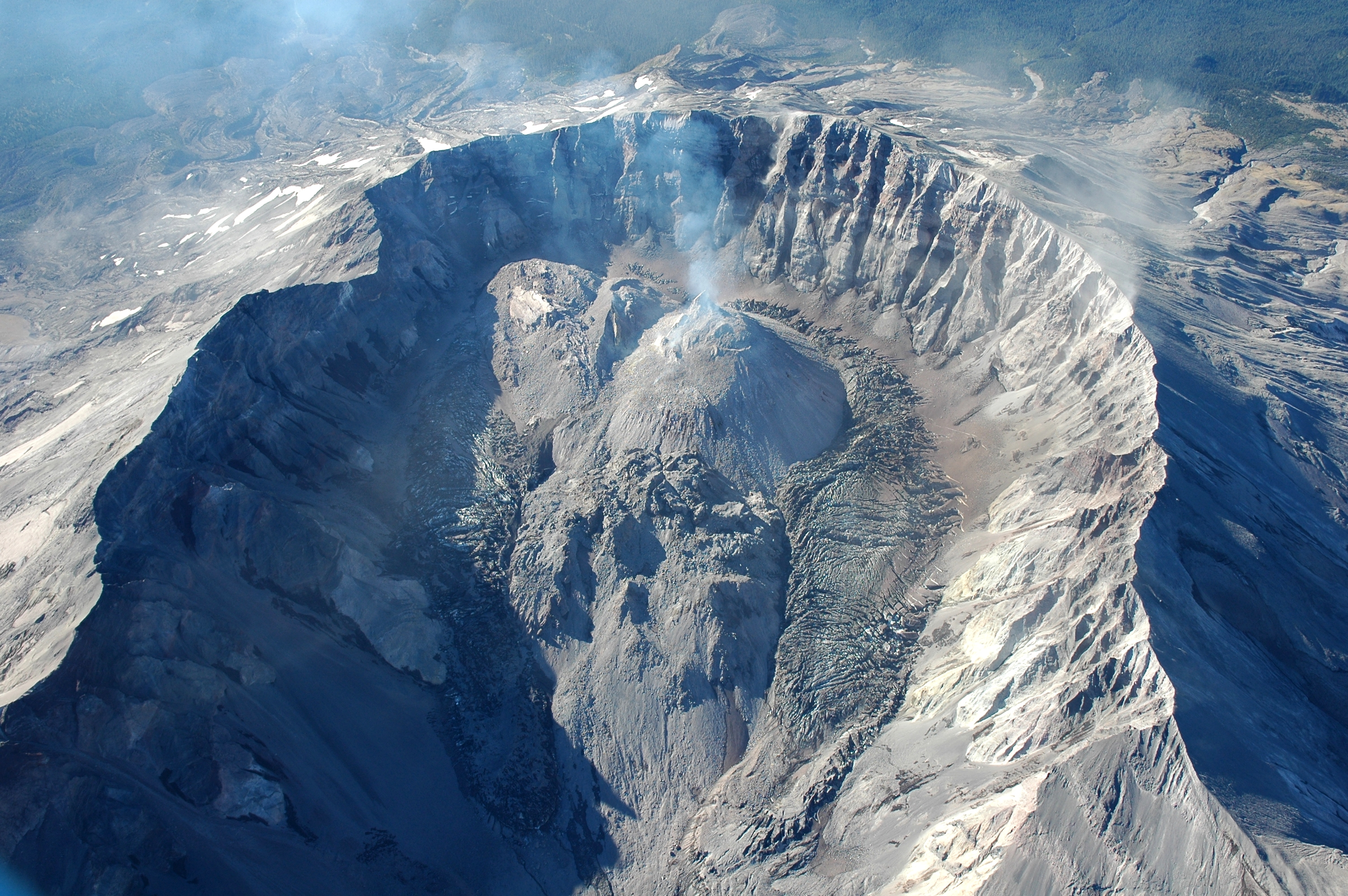
قباب الحمم في فوهة جبل سانت هيلين

في علم البراكين، يتم تعريف قبة الحمم البركانية على أنها نتوء دائري تقريبًا على شكل رابية ناتج عن قذف بطيء لحمم لزجة من أحد البراكين. ويمكن للكيمياء الجيولوجية لقباب الحمم البركانية أن تتراوح من البازلت إلى الريولايت، على الرغم من أن القباب الأكثر بقاءً تميل إلى احتوائها على محتوى عالٍ من السيليكا. ويُعزى شكل القبة المميز إلى اللزوجة العالية التي تمنع الحمم البركانية من التدفق لمسافة بعيدة جدًا. ويمكن الحصول على هذه اللزوجة العالية بطريقتين: عن طريق المستويات العالية السيليكا في الصهارة، أو عن طريق تفريغ غازات الصهارة السائلة. ونظرًا لأن القباب البازلتية والأنديزيتية تتعرض للتجوية سريعًا وتنفصل بسهولة عن طريق دخول مزيد من الحمم السائلة، فإن معظم القباب المحفوظة لديها نسبة عالية من محتوى السليكا وتتكون من الريولايت أو الداسايت.

## ديناميات القباب
تتطور قباب الحمم البركانية بشكل لا يمكن التنبؤ به، بسبب الديناميات غير الخطية التي تحدث بسبب بلورة وتفريغ غازات الحمم العالية اللزوجة في قناة القبة. وتمر القباب بعمليات عديدة مثل النمو والانهيار والتصلب والتآكل.
وتنمو قباب الحمم عن طريق نمو القباب داخلي التنشؤ أو عن طريق نمو القباب خارجي التنشؤ. والنوع الأول يشير إلى التوسع الداخلي للقبة لاستيعاب الحمم الجديدة، ويشير النوع الثاني إلى التراكم السطحي للحمم. وتعمل اللزوجة العالية للحمم على منعها من التدفق بعيدًا عن الفوهة التي تُقذف منها، الأمر الذي يؤدي إلى تكوين شكل من الحمم اللزجة يشبه القبة التي تبرد ببطء بعد ذلك في موضعها. وقد تصل القباب إلى ارتفاعات من عدة مئات من الأمتار ويمكن أن تنمو ببطء وبثبات لعدة أشهر (مثل بركان أونزين) أو سنوات (مثل بركان سوفريير هيلز) أو حتى عقود (مثل بركان جبل ميرابي). وتتكون جوانب هذه الهياكل من حطام صخري غير مستقر. ونظرًا للتراكم المتقطع لضغط الغاز، يمكن أن تتعرض القباب المندفعة لسلسلة من الاندفاع الانفجاري بمرور الوقت. وإذا انهار جزء من قبة الحمم وهي منصهرة، فيمكن أن تنتج تدفقات حمم بركانية، وهي أحد أكثر الأشكال البركانية فتكًا. وتكمن المخاطر الأخرى المرتبطة بقباب الحمم في تدمير الممتلكات وحرائق الغابات والانهيارات الطينية البركانية التي تحدث بسبب تدفقات الحمم البركانية بالقرب من الطين والثلج والجليد. وتعد قباب الحمم البركانية واحدة من السمات الهيكلية الرئيسية للعديد من البراكين الطبقية في جميع أنحاء العالم. وقباب الحمم البركانية عادة ما تكون عرضة للانفجارات الخطرة نظرًا لأنها تحتوي على حمم غنية بالسليكا.
وتشمل خصائص ثورات قبة الحمم البركانية الزلزالية الضحلة الطويلة المدى والهجينة، التي تُعزى إلى ضغوط السوائل الزائدة في غرفة الفوهة. وتشمل الخصائص الأخرى لقباب الحمم البركانية قبة على شكل نصف كروي ودوائر ناتجة عن نمو القباب على مدى فترات طويلة، فضلاً عن البدايات المفاجئة للنشاط الانفجاري العنيف. ويمكن استخدام متوسط معدل نمو القبة كمؤشر تقريبي لإمدادات المواد المنصهرة، ولكنه لا يظهر أي علاقة منتظمة بتوقيت أو خصائص انفجارات قباب الحمم البركانية.

## التضاريس ذات الصلة

### القباب الخفية

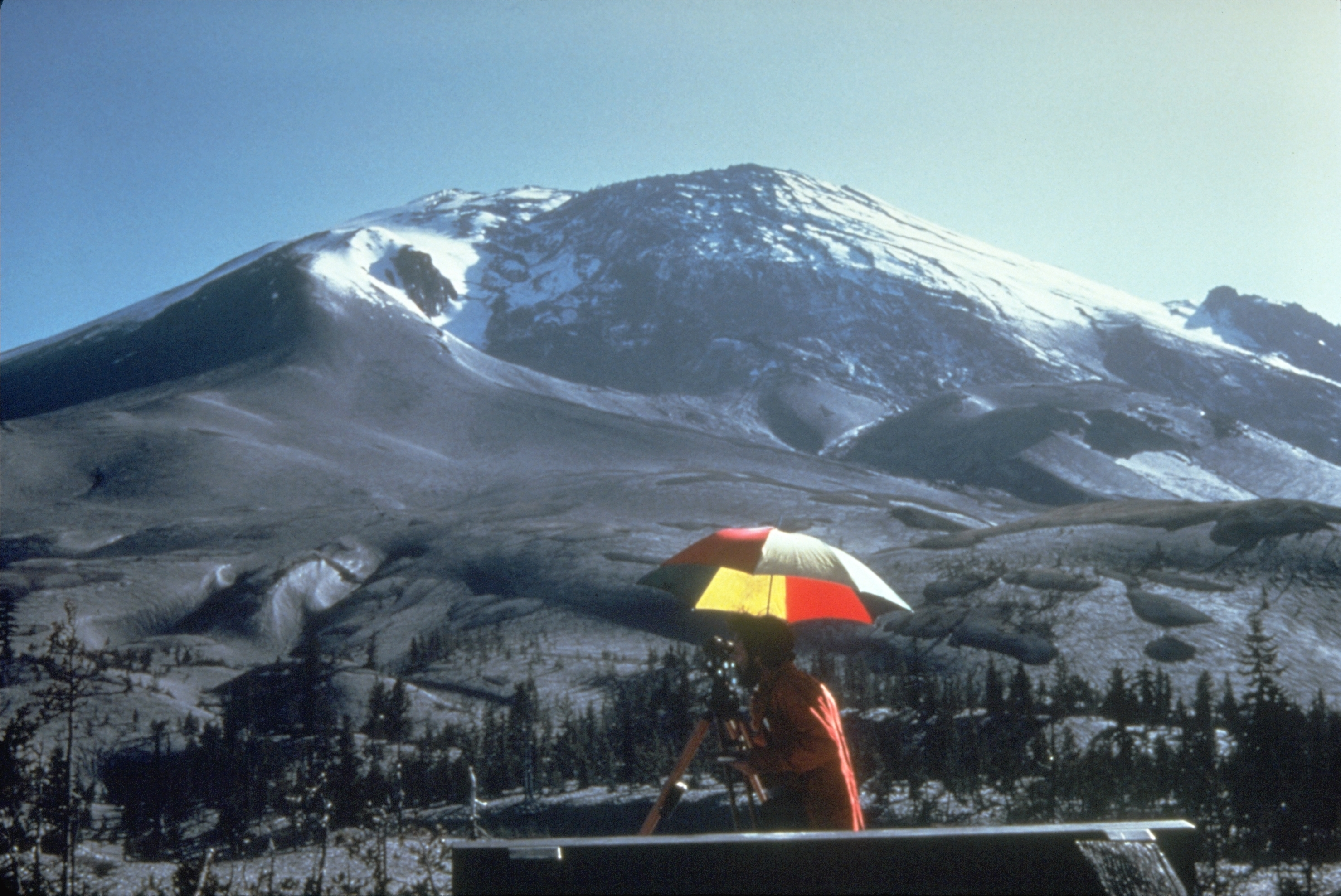
صورة تبين القبة الخفية المنتفخة لجبل سانت هيلين في 27 أبريل 1980.

القبة الخفية (من اليونانية κρυπτός, kryptos، "خفي، سري") هي هيكل على شكل قبة ينشأ من خلال تراكم المواد المنصهرة اللزجة على عمق ضحل. وأحد الأمثلة على القبة الخفية كان في ثوران بركان جبل سانت هيلين في مايو 1980، حيث بدأ الثوران الانفجاري بعد تسبب انهيار أرضي في سقوط جانب البركان، الأمر الذي أدى إلى تخفيف الضغط الانفجاري للقبة الخفية الجوفية.

### جداول الحمم البركانية
الجدول هو قبة حمم بركانية تعرض لبعض التدفق بعيدًا عن موضعه الأصلي، وبالتالي فإنه يشبه قباب الحمم البركانية وتدفقات الحمم البركانية.

## أمثلة على قباب الحمم البركانية
| اسم القبة أو البركان    | الدولة                                    | المنطقة البركانية               | البنية               | آخر ثوران للقبة أو حلقة النمو |
| ----------------------- | ----------------------------------------- | ------------------------------- | -------------------- | ----------------------------- |
| شايتن                   | شيلي                                      | المنطقة البركانية الجنوبية      | ريولايت              | 2009                          |
| حمم تشيومادول البركانية | رومانيا                                   | كاربات                          | داسيت                | العصر الحديث الأقرب           |
| كوردون كاول             | شيلي                                      | المنطقة البركانية الجنوبية      | ريدوسايت إلى ريولايت | الهولوسين                     |
| جاليراس                 | كولومبيا                                  | المنطقة البركانية الشمالية      |                      |                               |
| كاتلا                   | أيسلندا                                   | المنطقة الساخنة بأيسلندا        | ريولايت              | 1999 فصاعدًا                   |
| قمة لاسين               | كاليفورنيا، الولايات المتحدة الأمريكية    | القوس البركاني المتتالي         | داسايت               | 1917                          |
| قمة ميغر                | كولومبيا البريطانية، كندا                 | القوس البركاني المتتالي         | داسايت               | 2350 قبل الحاضر               |
| جبل ميرابي              | إندونيسيا                                 | قوس سوندا                       |                      |                               |
| ني كامنتي               | اليونان                                   |                                 |                      |                               |
| فولكان نيوفو            | تشيلي                                     | المنطقة البركانية الجنوبية      | داسايت               | 1986                          |
| قبة بوي دي دوم          | فرنسا                                     | سلسلة بوي                       |                      | حوالي 5760 قبل الميلاد        |
| سانتياغيتو              | غواتيمالا                                 | القوس البركاني في أمريكا الوسطى | داسايت               | 2009                          |
| سوليبولي                | تشيلي                                     | المنطقة البركانية الجنوبية      | أنديسايت إلى داسايت  |                               |
| سوفرير هيلز             | مونتسيرات                                 | جزر الأنتيل الصغرى              |                      | 2009                          |
| جبل سانت هيلين          | واشنطن، الولايات المتحدة الأمريكية        | القوس البركاني المتتالي         | داسايت               | 2008                          |
| تورفاجوكول              | أيسلندا                                   | المنطقة الساخنة بأيسلندا        | ريولايت              |                               |
| تاتا سبايا              | بوليفيا                                   | جبال الأنديز                    | إيجنيبرايت           | غير معروف                     |
| تيتت-إيوا               | اليابان                                   | قوس اليابان                     | داسايت               | الميوسين                      |
| جزيرة ويزارد            | ولاية أوريغون، الولايات المتحدة الأمريكية | القوس البركاني المتتالي         | البازلت              | 2850 قبل الميلاد              |